# Rzeczywista roczna stopa oprocentowania
Rzeczywista roczna stopa oprocentowania (RRSO) – całkowity koszt kredytu ponoszony przez konsumenta, wyrażony jako wartość procentowa całkowitej kwoty kredytu w stosunku rocznym.
Rzeczywista roczna stopa oprocentowania pozwala klientowi na łatwiejsze porównanie ofert kredytów konsumenckich udzielanych przez banki, spółdzielcze kasy oszczędnościowo-kredytowe (SKOK-i) oraz niebankowe instytucje pożyczkowe, ponieważ oprócz oprocentowania uwzględnia ona także pozostałe koszty kredytu (np. prowizje, opłaty, koszty usług dodatkowych niezbędnych do uzyskania kredytu). RRSO uwzględnia nie tylko koszty zaciągniętej pożyczki, ale związane też jest z okresem, w jakim trzeba je ponieść.
RRSO pełni rolę zestandaryzowanego miernika kosztu kredytu, który pozwala na bezpośrednie i natychmiastowe porównanie ofert różnych banków, SKOK-ów i niebankowych instytucji pożyczkowych. Pożyczający nie musi się zastanawiać, czy dla rzeczywistego kosztu kredytu ważniejsza jest wysokość oprocentowania, opłat, czy prowizji, ani jak bardzo na cenę wpływa harmonogram spłaty. Koszt jest wyrażony jedną liczbą, dzięki czemu porównanie różnych ofert jest proste: im ta liczba jest większa, tym oferta droższa. Banki, SKOK-i, niebankowe instytucje pożyczkowe i sklepy ze sprzedażą ratalną liczą i przekazują swoim klientom wskaźnik RRSO dla niemal każdego kredytu. Udostępnienie wskaźnika jest obowiązkowe do kwoty zobowiązania 255 500 zł i wynika z przepisów ustawy o kredycie konsumenckim.
We wrześniu 2012 r. wprowadzono zmianę w ustawie o kredycie konsumenckim ujednolicającą szczegóły obliczania rzeczywistej rocznej stopy oprocentowania kredytów zgodnie z dyrektywą europejską.
RRSO oblicza się znajdując {\displaystyle i{:}}
{\displaystyle \sum \limits _{K=1}^{K=m}{\frac {A_{K}}{(1+i)^{t_{K}}}}=\sum \limits _{K'=1}^{K'=m'}{\frac {{A'}_{K'}}{(1+i)^{t_{K'}}}},}
gdzie:
{\displaystyle K} – numer kolejnej wypłaty raty kredytu,
{\displaystyle K'} – numer kolejnej spłaty raty kredytu lub wnoszonych opłat,
{\displaystyle A_{K}} – kwota wypłaty raty kredytu {\displaystyle K,}
{\displaystyle {A'}_{K'}} – kwota spłaty raty kredytu lub kosztów {\displaystyle K',}
{\displaystyle \sum } – suma,
{\displaystyle m} – numer ostatniej wypłaty raty kredytu,
{\displaystyle m'} – numer ostatniej spłaty raty kredytu lub wnoszonych opłat,
{\displaystyle t_{K}} – okres, wyrażony w latach lub ułamkach lat, między dniem pierwszej wypłaty a dniem wypłaty o numerze {\displaystyle K,} zatem {\displaystyle t_{1}=0,}
{\displaystyle t_{K'}} – okres, wyrażony w latach lub ułamkach lat, między dniem pierwszej wypłaty a dniem spłaty lub wniesienia opłat o numerze {\displaystyle K',}
{\displaystyle i} – rzeczywista roczna stopa oprocentowania.
RRSO jest liczona na takiej samej zasadzie jak wewnętrzna stopa zwrotu (ang. Internal Rate of Return – IRR) udzielenia nam kredytu z punktu widzenia banku. Jej wysokość w znacznym stopniu zależy od momentu dokonywania poszczególnych płatności.

## Przykład obliczenia RRSO
Kwota kredytu 500 zł na 25 dni, całkowity koszt 10 zł (oprocentowanie 0%, prowizja 10 zł).
Jest jedna rata wypłaty dla kredytobiorcy i jedna rata spłaty dla kredytodawcy (po terminie 25 dni):
{\displaystyle \sum \limits _{K=1}^{1}{\frac {A_{K}}{(1+i)^{t_{K}}}}=\sum \limits _{K'=1}^{1}{\frac {{A'}_{K'}}{(1+i)^{t_{K'}}}},\quad \ {\frac {A_{1}}{(1+i)^{0}}}={\frac {{A'}_{1'}}{(1+i)^{t_{1'}}}},\quad \ A_{1}={\frac {{A'}_{1'}}{(1+i)^{t_{1'}}}},}
gdzie:
{\displaystyle A_{1}} – 500 zł (jedna rata równa całkowitej kwocie wypłaty kredytu),
{\displaystyle {A'}_{1'}} – 510 zł (jedna rata równa całkowitej kwocie spłaty kredytu),
{\displaystyle t_{1}} = 0,
{\displaystyle t_{1'}} – 25/365 roku,
{\displaystyle i} – RRSO.
Czyli:
{\displaystyle i=\left({\frac {{A'}_{1'}}{A_{1}}}\right)^{1/t_{1'}}-1=\left({\frac {510}{500}}\right)^{365/25}-1\approx 0{,}33525\approx 33{,}5\%.}
Gdyby przy tej RRSO czas trwania kredytu wynosił 1 rok (tzn. {\displaystyle t_{1'}} = 1 rok, przy założeniach j.w., że jest tylko jedna rata wypłaty i jedna rata spłaty), kwota do spłacenia równałaby się {\displaystyle (1+i)\ \cdot } 500 zł, czyli 667,63 zł.